# Pierre Geelhand de Merxem
Pierre Marie Joseph Ghislain Geelhand de Merxem (10 mei 1910 - maart 1982) was een Belgisch tennisser en hockeyer.

## Levensloop
Hij maakte deel uit van het geslacht 'Geelhand de Merxem' en was aangesloten bij Royal Beerschot THC.
Geelhand werd in 1938 Belgisch kampioen in het tennis. In het  dubbelspel werd hij tussen 1945 en 1948 met Philippe Washer driemaal Belgisch kampioen bij de heren en met Josane Sigart tweemaal in het gemengd dubbelspel. In 1946 was hij actief op Wimbledon, alwaar hij in vier sets verloor van Budge Patty. In de Franse kampioenschappen van 1948 werd hij in de derde ronde verslagen door Marcello del Bello in vijf sets. Tussen 1936 en 1948 speelde hij in 14 Davis Cup-wedstrijden voor België. 
Ook was hij ook actief in het hockey. Met Beerschot werd hij viermaal landskampioen. Daarnaast was hij actief bij het Belgisch hockeyteam, in deze hoedanigheid was hij onder meer reserve voor de Olympische Zomerspelen van 1936.
Van 1961 tot 1982 was hij voorzitter van de Royal International Lawn-Tennis Club of Belgium (ILTCB) en van 1974 tot 1979 van de Koninklijke Belgische Tennisbond (KBTB).